# Das ist fantastisch!
«Das ist fantastisch!» — україномовний електронний журнал-альманах «Клубу любителів україномовної фантастики» заснований у 2014 році. Перший випуск альманаху вийшов 31 грудня 2014 року. Альманах виходить на некомерційній основі один раз на рік за тематичним принципом. Серед творів опублікованих у альманасі є як нехудожні статті, так і оригінальні художні твори фантастичного спрямування від переможців некомерційного конкурсу оповідань, що проводить редакція «Das ist fantastisch!».
Редактором та засновником фензіну «Das ist fantastisch!» є Святослав Чирук, експерт дніпровського аналітичного центру «Інституту суспільних досліджень».

## Структура
Структурно альманах складається із кількох тематичних блоків:
- Вітальня (слово упорядника);
- Гостинна зала (інтерв'ю та тексти запрошених гостей);
- Скрипта (твори письменників);
- Колегіум (статті-розвідки) — непостійна рубрика.

## Хронологія номерів
| № | Число                         | Дата оприлюднення | К-сть стор. | URL Issuu/Calameo                                 | URL GB | URL Chtyvo |
| - | ----------------------------- | ----------------- | ----------- | ------------------------------------------------- | ------ | ---------- |
| 1 | № 1 (2014) «Terra cossacorum» | 31 грудня 2014    | 106         | 1                                                 | 1      | 1          |
| 2 | № 2 (2015) «Astra Nostra»     | 1 лютого 2016     | 166         | 2 [Архівовано 29 вересня 2019 у Wayback Machine.] | 2      | 2          |
| 3 | № 3 (2016—2017) «Fairy»       | 17 березня 2017   | 119         | 3                                                 | 3      | 3          |
| 4 | № 4 (2017—2018) «Alter Ego»   | 4 квітня 2018     | 246         | 4                                                 | 4      | 4          |
| 5 | № 5 (2018—2019) «Cimmeria»    | 19 травня 2019    | 280         | 5                                                 | 5      | 5          |